# 512
Раннє Середньовіччя. У Східній Римській імперії триває правління Анастасія I. Наймогутнішими державами в Європі є Остготське королівство на Апеннінському півострові, де править Теодоріх Великий, та Франкське королівство, розділене на 4 частини між синами Хлодвіга. У західній Галлії встановилося Бургундське королівство.
Іберію та частину Галлії займає Вестготське королівство, Північну Африку — Африканське королівство вандалів та аланів, у Тисо-Дунайській низовині лежить Королівство гепідів.
У Китаї період Північних та Південних династій. На півдні править династія Лян, на півночі — Північна Вей. В Індії правління імперії Гуптів. В Японії триває період Ямато. У Персії править династія Сассанідів.
На території лісостепової України в VI столітті виділяють пеньківську й празьку археологічні культури. VI століття стало початком швидкого розселення слов'ян. У Північному Причорномор'ї співіснують різні кочові племена, зокрема гуни, сармати, булгари, алани.

## Події
- Візантійський імператор Анастасій I оголосив свої монофізитські переконання, і в зв'язку з цим у Константинополі виникли заворушення. Натовп проголосив імператором полководця Ареобінда, але він відмовився узурпувати владу.
- Теодоріх Великий зменшив податки для людей, які постраждали від виверження Везувія.
- Розбиті лангобардами герули вирушили в похід із метою повернутися в Скандинавію.
- Було зроблено забадський напис: один із перших написів арабським письмом.